# Ochthoeca piurae
Az Ochthoeca piurae a madarak osztályának a verébalakúak (Passeriformes) rendjébe és a királygébicsfélék (Tyrannidae) családjába tartozó faj.

## Rendszerezése
A fajt Frank Chapman amerikai ornitológus írta le 1924-ben.

## Előfordulása
Az Andok hegységben, Peru területén honos. A természetes élőhelye szubtrópusi és trópusi hegyi esőerdők és cserjések, folyók és patakok környékén. Állandó, nem vonuló faj.

## Megjelenése
Testhosszúsága 12–12,5 centiméter.

## Életmódja
Valószínűleg rovarokkal táplálkozik.

## Természetvédelmi helyzete
Az elterjedési területe mérsékelten kicsi és széttöredezett, egyedszáma pedig csökkenő. A Természetvédelmi Világszövetség Vörös listáján mérsékelten fenyegetett fajként szerepel.